# تابوی زنا با محارم
تابوی زنا با محارم (انگلیسی: Incest taboo)، هر قرارداد (هنجار) یا هنجار اجتماعی است که آمیزش جنسی در انسان را بین اعضای خاصی از همان خانواده، عمدتاً بین افراد هم‌خونی ممنوع کند. جهان فرهنگی هنجارهایی دارند که برخی از اقوام نزدیک را از شریک مناسب یا مجاز شریک جنسی یا ازدواج که چنین روابطی را ایجاد می‌کنند، حذف می‌کند. با این حال، هنجارهای متفاوتی در میان فرهنگ‌ها وجود دارد که کدام رابطه خونی به عنوان شریک جنسی مجاز است و کدام یک مجاز نیست. روابط جنسی بین افراد وابسته که در معرض تابو قرار می‌گیرند، زنا با محارم نامیده می‌شوند. محدودیت‌های فرگشتی بیولوژیکی تابو از نظر تئوری ممکن است به این علت باشد که انتخاب طبیعی ممکن است، تحت شرایط خاص ژنتیکی، افرادی را انتخاب کند که به‌طور غریزی از جفت‌گیری با خویشاوندان (نزدیک) اجتناب می‌کنند.
استیو استوارت-ویلیامز مخالف این دیدگاه است که تابوی زنا با محارم یک پدیده غربی است و استدلال می‌کند که در حالی که ازدواج برادر و خواهر در طیف متنوعی از فرهنگ‌ها مانند مصر، اینکا و فرهنگ هاوایی گزارش شده است، اما این یک پدیده گسترده فرهنگ نیست. تا حد زیادی به طبقات بالا محدود می‌شود. استوارت-ویلیامز استدلال می‌کند که این ازدواج‌ها عمدتاً سیاسی بودند (کارکرد آنها متمرکز نگه داشتن قدرت و ثروت در خانواده است) و هیچ مدرکی مبنی بر جذب خواهر و برادر به یکدیگر وجود ندارد و در واقع شواهدی علیه آن وجود دارد (مثلاً کلئوپاترا) که با دو تن از برادرانش ازدواج کرد اما از آنها صاحب فرزند نشد و فقط از معشوقه‌های غیرمرتبط صاحب فرزند شد). استوارت ویلیامز پیشنهاد می‌کند که این فقط یک مورد فشار اجتماعی است که بر غرایز ضد زنا با محارم غالب شده است. استوارت ویلیامز همچنین مشاهده می‌کند که رفتار ضد آمیزش با محارم در حیوانات دیگر و حتی بسیاری از گونه‌های گیاهی مشاهده شده است (بسیاری از گیاهان می‌توانند خود گرده‌افشانی شوند اما مکانیسم‌هایی دارند که آنها را از انجام این کار بازمی‌دارد.

## تاریخچه منسوخ شدن ازدواج‌های نزدیک
قانون حمورابی (تاریخ ایجاد حدود ۱۷۵۰ قبل از میلاد) مجموعه‌ای از قوانین مربوط به زنا با محارم را با مجازات‌های مربوط اعلام می‌کند. در بند ۱۵۷ می‌گوید: که اگر مادری پس از مرگ شوهرش با پسرش رابطه جنسی داشته باشد، هر دو در آتش سوزانده می‌شوند. بند ۱۵۴ می‌گوید: که اگر پدری با دخترش رابطه جنسی داشته باشد، از شهر تبعید می‌شود. در بند ۱۵۵–۱۵۶ منع رابطه با عروس و بند ۱۵۴ منع رابطه با همسر اصلی پدر که از او فرزندانی به دنیا آورده است، ذکر شده است.
مجموعه قانون هیتی‌ها، (نوشته شده حدود ۱۶۵۰–۱۵۰۰ قبل از میلاد)، از مردمی می‌آید که در شبه‌جزیره آناتولی (تقریباً ترکیه مدرن) زندگی می‌کردند. دایره محارم بزرگتر از قوانین حمورابی است. در قوانین هیتی‌ها به غیر از منع رابطه جنسی بین والدین و فرزندان، رابطه با خواهرزن و مادرزن و دختر زن از ازدواج قبلی نیز ممنوع است.
در میان اعراب جاهلی، مانند امروز (ازدواج فامیلی در خاورمیانه)، ازدواج پسرعمو و دخترعمو پیوند ارجح بود. هر چیزی نزدیکتر از آن نامناسب تلقی می‌شد. موارد معدودی از ازدواج‌ها با افراد نزدیک تر یا برخوردهای جنسی گزارش شده در عربستان در دوره جاهلیت در منابع به دلیل سوء مصرف مشروبات الکلی یا تأثیر زرتشتیان ساسانی توضیح داده شده است. گزارش‌های مختلفی وجود دارد که نشان می‌دهد بادیه‌نشینان از خطرات طولانی‌مدت ازدواج در این روش و خویش‌آمیزی ناشی از آن آگاه بودند.
تفسیر کتاب مقدس در مورد آمیزش جنسی در انسان برای رویدادهایی که پیش از صدور شریعت موسی توسط خدا در دین‌های ابراهیمی به بنی‌اسرائیل اتفاق افتاده است، کمتر انتقادی است. به عنوان مثال، در سفر پیدایش ازدواج ابراهیم و ساره شرح داده شده است، بدون اینکه انتقادی از خواهر و برادر ناتنی بودن آنها مطرح شود. در یهودیت لاویان ۱۸ و لاویان ۲۰ شامل فهرست گسترده‌ای از روابط جنسی ممنوعه، از جمله زنای با محارم است، اما به ممنوعیت روابط بین پدر و دختر اشاره‌ای نمی‌کند. این نظریه وجود دارد که احتمالاً قانون منع رابطه جنسی پدر با دختر به‌طور تصادفی و به دلیل اشتباه نویسندگان یا یکی از نسخه‌نویسان از سفر لاویان از قلم افتاده و حذف شده است. محقق فرانسوی کتاب مقدس، گیوم کارداشیا (تولد ۱۹۱۴– مرگ ۲۰۰۶) استدلال کرد که این حذف باید در ارزش واقعی تلقی شود و به این نتیجه رسید که زمانی نویسندگان کتاب مقدس رابطه جنسی بین پدر و دختر را مجاز یا حداقل «تحمل» می‌کردند. او خاطر نشان می‌کند که در جهان کتاب مقدس و به‌طور کلی در خاور نزدیک باستان، پدر به نوعی مالک تمایلات جنسی دخترش به حساب می‌آمد. این در حیطه حق او بود که او را به ازدواج هرکسی که می‌خواست درآورد و این حق تعیین زوج با «قیمت عروس» (מֹהַר)، که شوهر آینده به پدر عروس می‌داد، خاتمه پیدا می‌کرد. این معامله حقوق جنسی عروس را از پدرش به شوهر جدیدش منتقل می‌کرد. اگر پدری مالکیت کامل تمایلات جنسی دخترش را داشت، نمی‌توان او را از ازدواج و داشتن رابطه جنسی با دخترش منع کرد. این لزوماً به این معنا نیست که چنین روابطی مطلوب تلقی می‌شد، اما منع صریح آنها به عنوان تضعیف اقتدار پدرسالاری تعبیر می‌شد. سخت‌گیری بی‌نظیر قوانین زنا با محارم در کتاب مقدس نشان می‌دهد که حداقل تا حدی این قوانین در منطقه نوآورانه بودند. مقدمه لاویان ۱۸ از رفتارهای جنسی کنعانیان و مصریان یاد می‌کند و ذکر شده که رفتارهای سهل‌گیرانه جنسی از جمله زنا با محارم منجر به اخراج کنعانیان از این سرزمین شد.
نامه‌ای به آگوستین کانتربری، که به احتمال زیاد توسط پاپ گریگوری یکم در آغاز قرن هفتم میلادی نوشته شده است، این نامه بخش زیادی از سنت مسیحی در مورد ازدواج خویشاوندی را به‌طور دقیق خلاصه می‌کند و نمونه‌ای از یک نگرش تفسیری، حقوقی و به‌طور فزاینده فرهنگی گسترده است که در سراسر دوران باستان متاخر و پس از آن غالب بوده است:
ازدواج با نامادری گناه بزرگی است، زیرا در قانون آمده است: «تو نباید برهنگی پدرت را کشف کنی» (لاویان ۱۸:۷). اکنون پسر نمی‌تواند برهنگی پدرش را کشف کند. بلکه نوشته شده است: «آن دو یک تن خواهند بود» (erunt duo in carne una, Genesis 2:24): کسی که جسارت کند و برهنگی نامادری خود را که با پدرش یک تن بودند (quae una caro cum patre fuit) آشکار کند، همزمان برهنگی پدرش را نیز آشکار می‌کند. همچنین ازدواج با همسر برادر ممنوع است، زیرا او در ازدواج قبلی با برادرش یک تن شده بود. : 228 
مار آبا پدرسالار کلیسای شرق در مدائن از ۵۴۰ تا ۵۵۲ بود. او پایه‌گذار و مروج ازدواج به روش مسیحیت در ایران در دوران ساسانی است. مار آبا در اولین سال‌های رهبری کلیسا، پایه و اساس قانون ازدواج مسیحی را گذاشت و همچنین یک رساله حقوقی دربارهٔ ائتلاف‌های زناشویی ممنوع بر اساس عهد عتیق نوشت. این متن که در واکنش به قوانین ساسانی نوشته شده است، آغاز ادبیات حقوقی سریانی است و در درجه اول شرحی است بر موانع ازدواج در لاویان ۱۸ و مجازات‌های نقض این قوانین. قانون ازدواج مار آبا رد صریح تمام قوانین زرتشتی در این زمینه در دوران ساسانی است. محدود کردن فعالیت جنسی مشروع به پیوند زناشویی تک‌همسری، ناگسستنی (ممنوعیت طلاق و مشوق برای فرزندآوری، یک نوآوری بزرگ در دیدگاه مسیحیان در مورد ازدواج بود.
منابعی ارجاع می‌دهند که زرتشتیان از قرن یازدهم به بعد دیگر خویدوده را انجام نمی‌دادند. شاعر و نثرنویس عرب، ابوالعلاء معری (متوفی ۱۰۵۸)، با متهم کردن یک فرقه بدعت‌گذار اسلامی، قرمطیان، اعمال زنا با محارم، آنها را در مقابل زرتشتیان قرار می‌دهد که گویا خویدوده را در آن زمان ترک کرده بودند:
«ما از برخی مجوس در مورد ماهیت واقعی دینشان سؤال کردیم. آنها پاسخ دادند: ما با خواهرانمان ازدواج نمی‌کنیم. این، در واقع، در اصل در آیین مجوسی مجاز بود، اما ما آن را یک خطا به حساب می‌آوریم. ما چیزهای ناپسند را رد می‌کنیم…» همچنین از آنجا که زرتشتیان از دیرباز این رسم را کنار گذاشته‌اند، میان زرتشتیان امروزی نیز امری حساس و ناخوشایند تلقی می‌شود. بعد از اسلام می‌توان گفت که به مرور زمان این امر از بین رفت کما اینکه زرتشتیان امروز و پارسیان هند چنین امری را روا نمی‌دارند و مفهوم خویدوده را ازدواج با عموزادگان خویش می‌پندارند.
در ادبیات زرتشتی پسا ساسانی از خویدوده برای اشاره به ازدواج بین عموزادگان استفاده می‌شود که همواره نسبتاً رایج بوده است. وقتی انکتیل دوپرون پارسیان را در میانهٔ قرن هجدهم دید به او گفته شد این لفظ برای ازدواج عموزادگان به کار می‌رود، در بین آنان ازدواج خارج از خانواده بسی نادر بود. ازدواج بین عموزادگان (که در بهشت پیوند می‌شد) رایج و طبیعی بود، ولی ازدواج با محارم غیرقانونی بود.